# Gottfried Köthe
Gottfried Maria Hugo Köthe (Graz, 25 de dezembro de 1905 — Frankfurt am Main, 30 de abril de 1989) foi um matemático austríaco.

## Láureas
- Academia de Ciências de Heidelberg, 1960
- Medalha Carl Friedrich Gauß, 1963
- Academia Leopoldina, 1968
- Condecorações honoríficas da Universidade de Montpellier (1965), Universidade de Münster (1980), Universidade de Mainz (1981) e Universidade de Saarland (1981).

## Livros
- Köthe, Gottfried. Topological vector spaces. I. (Translated from German by D. J. H. Garling). Grundlehren der mathematischen Wissenschaften, 159 Springer-Verlag New York 1969
- Köthe, Gottfried. Topological vector spaces. II. Grundlehren der Mathematischen Wissenschaften, 237. Springer-Verlag, New York-Berlin, 1979. xii+331 pp. ISBN 0-387-90400-X